# Oxytropis vassilievii
Oxytropis vassilievii är en ärtväxtart som beskrevs av Boris Alexandrovich Jurtzev. Oxytropis vassilievii ingår i släktet klovedlar, och familjen ärtväxter. Inga underarter finns listade i Catalogue of Life.